# فرنان دوکانالی
فرنان دوکانالی (فرانسوی: Fernand Decanali‎; ۷ ژوئیهٔ ۱۹۲۵ – ۱۰ ژانویهٔ ۲۰۱۷) دوچرخه‌سوار اهل فرانسه بود.
وی در مسابقات کشوری و بین‌المللی در مجموع برندهٔ ۱ مدال طلا شده‌است.